# Чопра, Прем
Прем Чопра (англ. Prem Chopra; род. 23 сентября 1935, Лахор) — индийский актёр, снимавшийся в фильмах на хинди и панджаби. За более чем 60 лет он снялся в 380 фильмах. Его 19 фильмов, с ним в роли антагониста и Раджешем Кханной в главной роли, остаются популярными у зрителей и критиков.

## Биография
Чопра, третий из шести детей панджабских индуистов Ранбира Лала и Рупрани Чопры, родился 23 сентября 1935 года в Лахоре. После раздела Индии его семья переехала в Шимлу, где он и вырос. Учился там же в старшей средней школе S.D. Его отец хотел, чтобы он стал врачом или сотрудником административных служб Индии.
Чопра закончил школу и колледж в Шимле после того, как туда перевели его отца, который был государственным служащим. Затем он окончил Пенджабский университет в Чандигархе. Во время учёбы он с энтузиазмом принимал участие в театральных постановках. По настоянию своего отца после окончания учёбы он отправился в Бомбей (современный Мумбаи). В первые дни своей жизни он останавливался в гостевых домах в Колабе. Он начал посещать киностудии, чтобы показать свое портфолио, но реакция не была обнадеживающей.
Чтобы иметь средства к существованию, он устроился на работу в газету The Times of India. В его обязанности входило ездить по северо-западу страны, чтобы следить за распространением газеты. Однажды во время поездки к нему подошел незнакомец и спросил, не хочет ли он сниматься в кино. Чопра кивнул в знак согласия и отправился с ним в Ranjit Studios, где продюсеры искали героя для фильма Chaudhary Karnail Singh. Работа над фильмом заняла почти три года. За фильм ему заплатили 2500 рупий.
Вскоре после того, как он снялся в своём дебютном фильме, у его матери обнаружили рак полости рта, и она умерла, оставив его девятилетнюю сестру Анджу на попечение отца и четырёх других братьев. Братья предупредили своих жен, что они будут счастливы, только если их сестра будет счастлива, и Прем считает свою сестру своей первой дочерью.
В начале 1960-х Прем не рассматривал актёрство как профессию на полный рабочий день, но продолжал пытаться получить роли в фильмах из-за своей страсти к актёрскому мастерству. Во время съемок Main Shadi Karne Chala (1962) кто-то предложил ему стать «злодеем». Прем снялся в четырёх фильмах, прежде чем вышел фильм «Кто она такая?», кассовый хит 1964 года. На съемках фильма он впервые встретился с Маноджем Кумаром, и тот предложил Прему роль Сукхдева в Shaheed, которая стала одной из его редких положительных ролей. Прем продолжал сотрудничать с Times of India, когда уже участвовал в таких кассовых хитах, как Nishan, Sikandar E Azam в 1965 году и Sagaai, Mera Saaya в 1966 году. После Teesri Manzil и Upkaar ему стало поступать множество предложений отрицательных ролей и он оставил работу в газете.
С 1967 года он был главным злодеем в фильмах на хинди, а его пиковый период в качестве главного злодея пришелся на период с 1967 по 1995 год. В 1970-х годах ему часто доставались роли злодеев с Суджитом Кумаром и Ранджитом. В нескольких фильмах 1970-х и 1980-х годов он сыграл второстепенного злодея у таких злодейских персонажей, как Аджит, Мадан Пури, Пран, Прем Натх и Дживан, а также у Амриша Пури и Амджада Хана в фильмах конца 1980-х годов.
После 1996 года он чаще играл роли положительных персонажей и начал получать больше положительных ролей с 2007 года. После 2007 года его экранное пространство в фильмах сократилось.
Известный сценарист и режиссёр Лекх Тандон организовал брак Према с Умой Мальхотра. Ума была младшей сестрой Кришны Капур (жены Раджа Капура), Прем Натха и Раджендранатха. У пары есть три дочери: Ракита, Пунита и Прерна Чопра. Ракита замужем за рекламным дизайнером фильма Рахулом Нандой, сыном писателя и сценариста Гульшана Нанды. Пунита владеет дошкольным учреждением «Колокольчики ветра» в Бандре, пригороде Мумбаи, замужем за певцом и телевизионным актёром Викасом Бхаллой. Прерна замужем за болливудским актёром Шарманом Джоши. Чопра проживает в двухуровневой квартире в Пали Хилл, Бандра в Мумбаи.